# Atashinchi no danshi
Atashinchi no danshi (アタシんちの男子, "Les Hommes de la maison") est une série télévisée japonaise (drama) de 11 épisodes, diffusée du 14 avril au 23 juin 2009 sur la chaine Fuji TV, puis éditée en DVD sous-titré en anglais en octobre suivant. 

## Synopsis
Chisato Mineta est une jeune sans abri qui essaie d'échapper à des créanciers, car son père a disparu en lui laissant une dette de 100 millions de yens (environ 800 000 euros). Elle rencontre alors Shinzo, un homme très riche mais malade, à qui il ne reste qu'un mois à vivre. Il lui propose de payer sa dette, et en échange elle doit juste l'épouser pour un mois, sans consommation du mariage. Elle découvre à la mort de cet homme, décédé durant le contrat, qu'elle devient légalement la mère de ses six fils cachés âgés de 12 à 30 ans, que l'homme avait discrètement adoptés afin que l'un d'eux devienne un jour son héritier mais ils ont tous refusé ce titre. Au fil de l'histoire, Chisato fera de plus en plus de découvertes sur l'homme qu'elle a épousé à travers la vie de chacun de ses fils adoptifs.

## Distribution
- Maki Horikita : Mineta Chisato
- Jun Kaname : Okura Fuu (1er fils)
- Yoshinori Okada : Okura Takeru (2e fils)
- Osamu Mukai : Okura Sho (3e fils)
- Yusuke Yamamoto : Okura Masaru (4e fils)
- Kōji Seto : Okura Satoru (5e fils)
- Tomoki Okayama : Okura Akira (6e fils)
- Masao Kusakari : Okura Shinzo (le père adoptif)
- Noriko Eguchi : Inoue Rosemary  (serviteur du château)

## Générique
- Infinity, par le groupe Girl Next Door